# 할키디키현
할키디키현 또는 칼키디케현(그리스어: Χαλκιδική)은 그리스 중앙마케도니아주의 남동쪽 할키디키반도에 있는 현이다. 북쪽으로는 테살로니키현, 서쪽으로는 테르마이코스만, 동쪽으로는 스트리모니코스만과 접한다. 이곳에 있는 스타게이라는 아리스토텔레스의 고향이다.